# Красногорьевка
Красногорьевка — село в Рыбинском районе Красноярского края, административный центр Красногорьевского сельсовета. Выделено в 1989 году из Двуреченского сельсовета.

## География
Находится в примерно в 41 километре по прямой на юг-юго-восток от районного центра города Заозёрный.

## Климат
Климат резко континентальный. Зима суровая, средние температуры января составляют –19—21 °С, критические — от –45 до –52 °С. Лето преимущественно жаркое, солнечное, со средними температурами июля +19—25 °С, максимальные: +34—38 °С. 

## История
Село основано в 1906 году. В 1926 году было учтено 638 жителей, преимущественно белорусов. 

## Население
Постоянное население составляло 546 человек в 2002 году (90% русские),  479 в 2010.